# مادجوني
مادجوني (بالإيطالية: Magione)‏ هي بلدية في مقاطعة بيرودجا في إقليم أومبريا في إيطاليا.

## السكان
في سنة 1861 بلغ عدد السكان 6٬332 نسمة، وتطور العدد ليصل في سنة 2011 لـ 14٬589 نسمة.
يظهر هذا المخطط البياني تطور النمو السكاني لـ مادجوني